# Восточный флот ВМС НОАК
Восточный флот ВМС НОАК (кит. 中国人民解放军东部战区海军) — один из трёх флотов ВМС НОАК. Считается наиболее мощным оперативным соединением китайского флота. Создан 23 апреля 1949 года, как первое военно-морское соединение
НОАК. Штаб флота расположен в Нинбо. Операционная зона флота — Восточно-Китайское море, включая Тайваньский пролив.
Основные соединения Восточного флота ВМС НОАК представлены: одной бригадой эскадренных миноносцев в составе двенадцати кораблей, с базированием на ВМБ Чжоушань; соединением фрегатов в составе 27 кораблей; бригадой подводных лодок с базированием на ВМБ в порту Сихуган; соединениями десантных кораблей; двумя бригадами и 3 отдельными дивизионами ракетных катеров, одним дивизионом десантных кораблей, двумя дивизионами минно-тральных кораблей, одним дивизионом торпедных катеров и 9 дивизионами патрульных кораблей.
Оперативно, командованию Восточного флота подчинены и части морской авиации.

## Военно-морские базы
ГВМБ:
- Шанхай

ВМБ и ПБ:
- Динхай
- Ляньюньган
- Ханчжоу
- Чжоушань
- Вэньчжоу
- Саньдуао
- Фучжоу
- Сямынь
- Сихуган

## Зоны береговой обороны
- Ляньюньган
- Усун[уточнить]
- Динхай
- Вэньчжоу
- Ниндэ
- Сямынь